# Орган государственной власти
О́рганы госуда́рственной вла́сти — организации (учреждения) государственной власти.
Конкретные организации (например: Правительство СССР, Министерство внутренних дел (МВД) и другие) и абстрактные (например: Федеральные органы власти, Федеральная служба, Местная администрация и другие) субъекты и объекты, предназначенные для управления государством на разных уровнях.
Их разделяют на:
- высшие
- низшие
- центральные
- федеральные
- региональные
- местные

и так далее.
В различных государствах (странах, колониях) конституциями или постановлениями высших государственных органов власти выделены различные органы и институты, отвечающие за повышение контроля над гражданами, федеральными, региональными, местными и иностранными организациями и органами власти, партиями. Например, органы финансового контроля, советы обороны и безопасности, прокуратуры, центральные избирательные органы и так далее. Однако, в науке существует мнение, что прокуратура не является органом государственной власти и что она является органом надзора со своими специфическими полномочиями.
На региональном и местных уровнях количество различных органов власти и самоуправления может быть различным и варьироваться в зависимости от конституции государства (страны) и регионов, указов и постановлений различных органов власти как высших, так и региональных.

## В России
В Российской Федерации принято разделять органы власти на:
- федеральные (органы власти федерации)
- региональные (органы власти субъектов федерации).

К основным федеральным органам власти относятся:
- Федеральный законодательный орган — Федеральное Собрание России;
- Правительство — Правительство Российской Федерации во главе с Председателем Правительства;
- Федеральные органы исполнительной власти: Министерства России, федеральные службы и федеральные агентства России, управляемые Президентом или подведомственные и управляемые Правительством России
- Судебные органы — Верховный Суд Российской Федерации, Конституционный суд.

На уровне субъектов России существуют органы исполнительной и законодательной власти субъектов России.